# Neglesvamp
Neglesvamp eller neglemykose er en svampeinfektion i neglen. Neglesvamp skyldes mest hyppigt dermatofyter, men kan også skyldes andre svampearter herunder svampe i Candida slægten. Medicinske betegnelser for neglesvamp er onychomykose, tinea unguium eller, hvis infektionen skyldes dermatofyter, dermatophytosis unguium.